# Alina Jaroszewicz
Alina Jaroszewicz (ur. 30 października 1959 w Baranowiczach) – redaktor naczelny kwartalnika polskiego „Echa Polesia”, założycielka i dyrektor Polskiej Szkoły Społecznej im. I. Domeyki w Brześciu (1987–2016), dziennikarz i wydawca, polska działaczka kulturalna i oświatowa na Białorusi.

## Życiorys
Urodziła się 30 października 1959 r. w Baranowiczach. Ukończyła filologię na Białoruskim Uniwersytecie Państwowym w Mińsku (1983), studia podyplomowe UMCS z języka polskiego (1998) studia podyplomowe UMSC z Zarządzania Projektami Europejskimi i Prawa UE UMCS ( 2004).  
W roku 1987 założyła Klub Polski i Polską Szkołę Społeczną, której w 2008 nadano imię Ignacego Domeyki. Pracowała jako nauczycielka języka polskiego i kultury. 4 lutego 1989 r. zorganizowała pierwsze spotkanie społeczności polskiej Brześcia, w którym wziął także udział Jacek Fisiak, minister edukacji narodowej RP oraz minister spraw zagranicznych Białorusi Piotr Krawczenko. W 1989 r. weszła w skład 4-osobowego komitetu organizacyjnego pierwszej w obwodzie brzeskim organizacji polskiej – Stowarzyszenia Kulturalno-Oświatowego im. Romualda Traugutta, po rejestracji organizacji w maju 1990 r. w organach państwowych została wiceprezesem do spraw oświaty. Po przekształceniu Stowarzyszenia w marcu 1992 r. w oddział brzeski Związku Polaków na Białorusi pełniła funkcję wiceprezesa do spraw oświaty.
W latach 1997–2003 była organizatorem i dyrektorem corocznych festiwali muzycznych „Brzeska jesień z polską piosenką”, a także 7 tournée koncertowych laureatów w Niemczech, Francji, Włoszech (przy wsparciu Fundacji Pomocy Szkołom Polskim na Wschodzie im. T. Goniewicza). W 1999 zorganizowała I Białorusko-Polski Festiwal Sztuki Współczesnej, który stał się zjawiskiem w życiu kulturalnym Białorusi. W maju 2001 była dyrektorem I Międzynarodowego Festiwalu młodych wokalistów pod patronatem prof. Marii Fołtyn, w Festiwalu wzięło udział 360 wokalistów z 6 krajów. 4–7 października 2002 r. w Brześciu, w Centrum Młodzieżowej Twórczości, w którym pracowała, odbyła się Międzynarodowa Konferencja Naukowa „Ignacy Domeyko 1802–1809. W 200-lecie Urodzin”, której była współorganizatorem. W roku 2004 zorganizowała w Brześciu I Festiwal wokalny „Z piosenką do Europy”. W 2004 została wybrana na stanowisko prezesa Związku Polaków na Białorusi obwodu brzeskiego. Funkcję tę w niezależnym ZPB pod kierownictwem A.Borys pełniła w latach 2004–2012, 2017–2021. Za swoją działlnośc społeczną była wielokrotnie szykanowana przez władze. Otrzymała polskie nagrody państwowe: Złoty Krzyż Zasługi, Medal Komisji Edukacji Narodowej, Złoty Wawrzyn Marszałka Senatu RP, Statuetkę Fundacji Pomoc Polakom na Wschodzie.
Od 2004 jest redaktorem naczelnym kwartalnika polskiego „Echa Polesia”. Różnorodna tematyka materiałów publicystycznych „Ech Polesia” obejmuje zagadnienia kulturalno-oświatowe, historyczne, religijne, etnograficzne, przyrodnicze czy pamiętnikarskie. Pismo stroni od kontekstów politycznych, kieruje je na inną formę odradzania polskości na tych ziemiach, wiodącą poprzez ukazywanie polskich tradycji i ich współczesnego trwania.
Zadaniem czasopisma „Echa Polesia” jest m .in. zapoznawanie społeczeństwa w kraju i za granicą z wkładem mieszkańców Polesia w rozwój cywilizacyjny i kulturowy. Obok „Ech Polesia” Redakcja wydaje inne pozycje edytorskie. W latach 2018 i 2020 Redakcja przy wsparciu Konsulatu RP w Brześciu wydała I i II edycje Katalogu Miejsc Pamięci Narodowej Obwodu brzeskiego. W 2019 został wydany podręcznik „Regionalna historia i kultura w nauczaniu języka polskiego”, przygotowany przez nauczycieli Polskiej Szkoły Społecznej im.I.Domeyki. W roku 2022 – Katalog „Strażnicy Pamięci na Polesiu 2010–2020” oraz album fotograficzny „Szczęśliwe Polesie międzywojenne w objektywie Mikołaja Stasiuka” Redakcja zajmuje się także opieką nad miejscmi pamięci narodowej obwodu brzeskiego, inwentaryzacją cmentarzy polskich, renowacją grobów, odsłonięciem tablic pamiątkowych i krzyży. W latach 2017–2020 realizowała projekt „Uwolnić historię”, nagrywając filmy dokumentalne - wywiady z naocznymi świadkami dziejów Polaków na Polesiu, reportaże, dokumentując ślady polskości, publikując filmy na stronie www.polesie.org i na youtubie.